# カン・イソク
カン・イソク（朝鮮語:강의석、1986年8月25日 - ）は、大韓民国の人権活動家兼市民社会活動家、宗教解放活動家、反戦平和運動家。大韓民国プロテスタント系の大光（テグァン）高等学校在学中に礼拝の強要に反対した人物である。ソウル大学校法科大学に進学後退学。
彼は2004年から2005年の学校私の宗教民主化運動を主導し、これを拒否する学校側に対抗して2回に渡ってハンストを行った。その後、退学無効処分訴訟で2010年までに宗教民主化の法廷闘争を行った。他に彼は良心的兵役拒否と反戦平和運動、軍隊に反対活動をしている。

## 信教の自由をめぐる訴訟
高校在学中、2004年6月学校側が礼拝を強要するのに反対して一人デモをして学校から除籍された。6月13日、彼は"宗教の自由のために、今後の学校で強制的に行われる礼拝を拒否します"と宣言した。 彼は自分が運営していたインターネットカフェで署名運動を展開する一方、国家人権委員会真にも検討したりした。
学校では、 "個人的な問題"と校内放送を使用した理由と建学の理念を否定したという理由で強軍の規律の意思をほのめかしたが、18日懲戒委員会の代わりにつながる委員会を開き、転校を勧めすることを決定した。彼はすぐに学校から除籍された。ガンウイソクは、7月7日にも大光（テグァン）高校生活指導部長から"試験期間中に学内·外のデモをしない。7月13日までに学校から撤退"は、ドキュメントを書いて、署名することを要求したが拒否していたことが分かった。ガンウイソクは6月16日、学内放送を通じて"宗教の自由宣言"をした後、学校側から何度も転校圧力を受けてきた。彼は学校を相手に退学処分に無効訴訟と仮処分申請を出し、国家人権委員会に陳情書を出した。
これに対して、カン・イソクは大光高等学校を運営する学校法人大光学園を相手取り退学処分無効訴訟と仮処分を請求、国家人権委員会に陳情書を出した。以後、同年8月11日から9月25日まで断食闘争を行い、大光学園側は礼拝の自由を保障することになった。しかし、学校側からの宗教自由化発表を拒否すると、10月16日から10月25日まで2次断食闘争を行った。同年、2005学年度ソウル大学校法科大学に仮合格し、2005年1月退学無効訴訟に勝訴したので正式に合格が決定した。

## 2次 信教の自由をめぐる訴訟
2005年10月、学校法人大光学園とソウル特別市教育庁を相手取り宗教活動を強要したことに対しソウル中央法院に損害賠償訴訟を起こした。 2007年10月ソウル中央法院は、学校側が宗教活動を強要したことは認めたが、ソウル特別市教育庁に対する損害賠償請求は棄却した。
2007年10月にソウル中央地方法院は、学校が宗教の自由を侵害したと認定し、一部勝訴判決を下したが、ソウル市教育庁の損害賠償請求については、故意や過失が認められないとし、棄却した。 しかし、2008年5月9日の控訴審では敗訴した。 2007年7月7日再び控訴した。
2010年4月22日、最終審で勝訴した。
6年余りの訴訟の末、原告一部勝訴の判決を学校側から受けた損害賠償金1500万圓全額を奨学金で再び学校に寄付しようとしたが、学校側が拒否した。 これカン・イソクは拒否された奨学金を韓國の人権団体、人権実践市民連帯に寄付した。

## 良心的兵役拒否
2010年11月、彼は同年12月30日まで論山陸軍訓練所に入所するように公益勤務要員召集通知書を受けた。兵務庁は、彼に陸軍論山訓練所に入所するように通知書を送ったが、これを拒否して検察に起訴された。
彼は戦争は暴力だと暴力行為に加担する理由がないと兵役拒否の旨を明らかにした。一方、2011年4月18日、ソウル中央地検刑事6部は公益勤務要員召集入営通知書を受けても履行していないガンウイソクを兵役法違反の疑いで不拘束起訴したと明らかにした。 兵役拒否で起訴された彼は"生きてきた人生を振り返り、今後の計画を立てるきっかけに、"刑務所行き"を選択する"と明らかにした。
彼は2012年8月14日に出所した。

## パロディ動画論難
2013年1月22日、大韓民国芸能人カン·ミンギョン（ダビチの会員）のジレットカミソリ動画広告を編集して、性交時にコンドームを使おうという趣旨の広告をユーチューブに投稿し物議をかもした。この動画にガンウイソクはCFの中カン·ミンギョンを相手に"ミンギョンア兄が守ってあげる"と言いながら避妊具を取り出して"うまい"という言葉などで性行為を連想する内容だった。
記者邊熙宰は、 "親盧従北のアイドルスターだったガンウイソク。ダビチ·ミンギョンを性的に侮辱するパロディをユーチューブにアップしますね"と言いながら"実力なくメディアプレイで開かされるとこのように帰結されるという良い事例になるだろう"と批判した。 ガン·ウイソクは、自分が作ったパロディ映像が論議になると、 "いや男女二人きりでいることが何か？扇情性はなく、女性が男性剃っているという家父長的なコンセプトがより問題であるようだ。せいぜい二人キスするんだけど、これもない見てくれれば、表現の自由はどこだろうか？小学生もすべて知っていること、内密にしないで避妊教育やしっかりしてほしい"と明らかにした。

## 著書
- 『カン・イソクの目で見た世界』
- 『ばか日誌』、米出版

## 関連書籍
- 이춘재·김남일共著、『기울어진 저울:대법원 개혁과 좌절의 역사』 （한겨레출판사、2013年）ISBN 9788984316768
- 김용민、『고민하는 청춘 니들이 희망이다』 （미래를소유한사람들、2010年）ISBN 9788962170306
- 금민、『사회적 공화주의:한국 사회 위기 해소를 위한 정치 기획』 （박종철출판사、2007年）ISBN 9788985022477
- 손문상、『얼굴:손문상이 그리는 21세기 대한민국 속살』 （우리교육、2005年）ISBN 9788980409129
- 류상태、『한국 교회는 예수를 배반했다』 （삼인、2008年） ISBN 9788991097865
- 류상태、『당신들의 예수』 （삼인、2007年）ISBN 9788991097711
- 토론논술연구소著、『논술신문 VER. 2009』 （자우출판사、2008年）
- 웅진닷컴편집부著、『생각쟁이 2005年3月號』 （웅진닷컴、2005年）
- 인물과사상사 편집부著、『인물과사상 2005年3月號』 （인물과사상사、2005年）ISSN 1228-3789